# Hessea
Die Pflanzengattung Hessea gehört zur Unterfamilie Amaryllidoideae innerhalb der Familie der Amaryllisgewächse (Amaryllidaceae). Die etwa 13 Arten sind im Südlichen Afrika verbreitet.

## Beschreibung und Ökologie

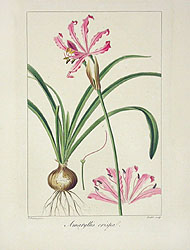
Illustration von Hessea cinnamomea

### Erscheinungsbild und Laubblätter
Die Hessea-Arten wachsen als ausdauernde krautige Pflanzen, die Wuchshöhen von 12 bis zu 30 Zentimetern erreichen. Sie bilden Zwiebeln als Überdauerungsorgane, die einen Durchmesser von 1 bis 6 Zentimetern aufweisen und meist nicht aus dem Boden herausragen. Die Zwiebeln sind von dünnen und faserartigen oder dicken und filzartigen Zwiebelhüllen (Tunica) bedeckt. Bei diesen Geophyten sind während der Blütezeit in der Trockenzeit die Blätter vertrocknet und frische Blätter treiben erst nach der Blütezeit wieder aus.
Die meist nur zwei, selten bis zu vier nur grundständig und zweireihig angeordneten, ausgebreiteten Laubblätter sind ungestielt. Die einfachen Blattspreiten sind fadenförmig, lineal oder schmal-riemenförmig und parallelnervig. Die Blattflächen sind kahl bis winzig weich behaart. Der Blattrand ist glatt.

### Blütenstände und Blüten
Der schlanke, nicht hohle Blütenstandsschaft weist eine Länge von 2 bis 22 Zentimetern auf. 4 bis 25 Blüten stehen in einem bei einem Durchmesser von 2,5 bis 12 Zentimetern mehr oder weniger halbkugeligen, doldigen Blütenstand zusammen. Im knospigen Zustand umhüllen zwei schmal-lanzettliche, häutige Tragblätter (Spatha genannt) den Blütenstand, sie verwelken früh während der Anthese. Die Blütenstiele sind deutlich länger als die Blütenhülle.
Die relativ kleinen Blüten sind zwittrig, radiärsymmetrisch und dreizählig. Die sechs gleichgeformten Blütenhüllblätter sind frei oder nur an ihrer Basis zu einer bei einer Länge von höchstens 12 Millimeter kurzen Röhre verwachsen. Die Blütenhülle ist stielteller- oder trichterförmig. Die freien Bereiche der Blütenhüllblätter sind sternförmig ausgebreitet, mit glattem oder gekraustem Rand. Die Blütenhüllblätter sind meist rosafarben oder selten weiß bis zitronengelb, mit oder ohne dunklem Zentrum. Es sind zwei Kreise mit je drei Staubblättern vorhanden, selten sind sie in den beiden Kreisen verschieden. ausgebreiteten, mehr oder weniger gleichen überragen die Blütenhülle. Die in der Perigonröhre inserierten Staubfäden besitzen manchmal an der Innenseite ein hakenförmiges Anhängsel und sie sind immer an ihrer Basis zu einer kurzen bis langen Röhre verwachsen. Die Staubbeutel sind mehr oder weniger centrifix. Die bisulculaten Pollenkörner besitzen eine stachelige Exine. Drei Fruchtblätter sind zu einem fast kugeligen, dreikammerigen, unterständigen Fruchtknoten verwachsen. Jede Fruchtknotenkammer enthält bis zu vier, selten bis zu sieben unitegmische Samenanlagen. Der dünne, gerade Griffel endet mit einer winzig dreispaltigen Narbe und überragt meist die Blütenhülle.
In der Blütezeit im südafrikanischen Herbst verwandeln die großen Bestände von Hessea-Arten oft die Landschaft in rosafarben- oder weißblühende Flächen. Die Bestäubung erfolgt je nach Art durch sehr unterschiedliche Insekten (Entomophilie). Besonders die Arten mit hakenförmigen Anhängseln werden von Fliegen, die übrigen von Bienen und anderen Insekten bestäubt.

### Früchte und Samen
Die relativ kleinen, fast kugelförmigen, lokuliziden Kapselfrüchte sind besitzen eine papierartige Fruchtwand. Die bei einem Durchmesser von etwa 5 mm eiförmigen Samen sind rötlich-grün und fleischig. Die Samenschale ist mit Stomata bedeckt. Integument und Embryo sind grün.

### Chromosomensätze
Die Chromosomengrundzahl beträgt x = 11, durch Aneuploidie auch x = 10.

## Systematik und Vorkommen sowie Gefährdung
Die etwa 13 Hessea-Arten sind im Südlichen Afrika: In Südafrika und Namibia beheimatet. Acht Arten sind Elemente der Capensis. Hessea-Arten kommen hauptsächlich in Gebieten mit Herbst- oder Winterregengebiet vor. Sie gedeihen in der Nama-Karoo, Sukkulenten-Karoo und im Fynbos.
Hessea cinnamomea und Hessea monticola gedeihen in sumpfigen Gebieten auf der Kap-Halbinsel und in den Western Cape Mountains; sie blühen nach Buschbränden zu Tausenden.
Einige Arten sind durch Urbanisierung und Bergbau in der Natur selten geworden.
Der Gattungsname Hessea wurde 1837 durch William Herbert in Amaryllidaceae, S. 289 erstveröffentlicht. Der Gattungsname Hessea ehrt den deutschen Geistlichen und Sukkulentenzüchter in Kapstadt Christian Heinrich Friedrich Hesse (1772–1832). Typusart ist Hessea stellaris (Jacq.) Herb. Ein Homonym ist Hessea P.J.Bergius ex D.F.L. von Schlechtendal, veröffentlicht in Linnaea, 252, 1, S. 1826. Synonyme von Hessea Herb. sind Periphanes Salisb. und Kamiesbergia Snijman. Ob die je zwei Arten der Gattungen Dewinterella D.Müll.-Doblies & U.Müll.-Doblies und Namaquanula D.Müll.-Doblies & U.Müll.-Doblies in Hessea eingegliedert sind, wird kontrovers diskutiert.
Die Gattung Hessea gehört zur Subtribus Strumariinae aus der Tribus Amaryllideae in der Unterfamilie Amaryllidoideae innerhalb der Familie der Amaryllidaceae. Früher wurde sie auch in die Familie der Liliaceae eingeordnet.
Es gibt etwa 13 Hessea-Arten:
- Hessea breviflora Herb. (Syn.: Hessea bachmanniana Schinz, Hessea brachyscypha Baker, Hessea dregeana Kunth, Hessea longituba D.& U.Müll.-Doblies, Hessea zeyheri Baker, Periphanes brachyscypha (Baker) F.M.Leight., Periphanes dregeana (Kunth) F.M.Leight., Periphanes zeyheri (Baker) F.M.Leight.): Sie kommt im Nordkap und Westkap vor. Sie wird in der Roten Liste der gefährdeten Pflanzenarten Südafrikas als „Least Concern“ = „nicht gefährdet“ bewertet.[7]
- Hessea cinnamomea (L'Hér.) T.Durand & Schinz (Syn.: Hessea crispa (Jacq.) Kunth, Periphanes cinnamomea (L'Hér.) F.M.Leight.): Sie kommt im Fynbos nur im Westkap auf der Kap-Halbinsel, Riverlands und Joostenberg vor. Die Gefährdung nimmt durch Habitatverlust verursacht durch Urbanisierung und Landwirtschaft zu. Sie wurde 2009 in der Roten Liste der gefährdeten Pflanzenarten Südafrikas als „Endangered“ = „stark gefährdet“ bewertet.[7]
- Hessea incana Snijman: Dieser 1988 erstbeschriebene Endemit kommt nur in Höhenlagen von etwa 1035 Meter in der Umgebung von Khamiesberg in Namaqualand vor. Die nur drei Standorte sind durch Landwirtschaft gefährdet. Sie wurde 2009 in der Roten Liste der gefährdeten Pflanzenarten Südafrikas als „Vulnerable“ = „gefährdet“ bewertet.[7]
- Hessea mathewsii W.F.Barker (Syn.: Dewinterella mathewsii (W.F.Barker) D.Müll.-Doblies & U.Müll.-Doblies): Sie gedeiht nur auf über Kalkstein an der Westküste. Sie ist stark gefährdet und wenn die Habitatverluste weiter so voranschreiten werden die Wildbestände aussterben. Sie wurde 2009 in der Roten Liste der gefährdeten Pflanzenarten Südafrikas als „Critically Endangered“ = „vom Aussterben bedroht“ bewertet.[7]
- Hessea monticola Snijman: Sie kommt im Nordkap und Westkap vor. Sie wird in der Roten Liste der gefährdeten Pflanzenarten Südafrikas als „Least Concern“ = „nicht gefährdet“ bewertet.[7]
- Hessea pilosula D.Müll.-Doblies & U.Müll.-Doblies: Sie kommt in der Sukkulenten-Karoo im Nordkap nur von Steinkopf bis Hondeklipbaai vor. Sie wurde 2009 in der Roten Liste der gefährdeten Pflanzenarten Südafrikas als „Rare“ = „selten aber nicht gefährdet“ bewertet.[7]
- Hessea pulcherrima (D.Müll.-Doblies & U.Müll.-Doblies) Snijman (Syn.: Dewinterella pulcherrima (W.F.Barker) D.Müll.-Doblies & U.Müll.-Doblies): Sie kommt im Nordkap nur in der Bokkeveld-Schichtstufe vor. Dort gedeiht sie im Fynbos an saisonal-feuchten Standorten in schweren Tonböden. Sie wurde 2009 in der Roten Liste der gefährdeten Pflanzenarten Südafrikas als „Rare“ = „selten aber nicht gefährdet“ bewertet.[7]
- Hessea pusilla Snijman: Sie kommt im Nordkap nur über Sandstein in der Bokkeveld-Schichtstufe vor.
- Hessea speciosa Snijman: Sie kommt im Nordkap vor. Sie wird in der Roten Liste der gefährdeten Pflanzenarten Südafrikas als „Least Concern“ = „nicht gefährdet“ bewertet.[7]
- Hessea stellaris (Jacq.) Herb. (Syn.: Hessea cinnabarina D. & U.Müll.-Doblies, Hessea weberlingiorum D. & U.Müll.-Doblies, Periphanes stellaris (Jacq.) Salisb.): Sie kommt im Nordkap und Westkap vor. Sie wird in der Roten Liste der gefährdeten Pflanzenarten Südafrikas als „Least Concern“ = „nicht gefährdet“ bewertet.[7]
- Hessea stenosiphon (Snijman) D.Müll.-Doblies & U.Müll.-Doblies (Syn.: Kamiesbergia stenosiphon Snijman): Sie kommt in Namaqualand vor und bevorzugt Standorte über Granit. Sie ist nur von fünf Standorten bekannt, diese sind aber unzugänglich und deshalb ist diese Art zwar selten aber nicht gefährdet.[7]
- Hessea tenuipedicellata Snijman: Dieser 1999 erstbeschriebene Endemit kommt in Namaqualandin der Sukkulenten-Karoo nur im nördlichen Knersvlakte vor. Sie gedeiht in Bodentaschen auf Granitkuppen. Sie wurde 2009 in der Roten Liste der gefährdeten Pflanzenarten Südafrikas als „Vulnerable“ = „gefährdet“ bewertet.[7]
- Hessea undosa Snijman: Sie kommt im Westkap in Gifberg und Matsikamma-Bergen vor. Sie gedeiht im offenen, trockenen Berg-Fynbos, an feuchten Standorten über Sandstein auf Tafelbergen in Höhenlagen von etwa 600 Metern. Habitatverluste erfolgten durch Naturkatastrophen. Sie wurde 2009 in der Roten Liste der gefährdeten Pflanzenarten Südafrikas als „Vulnerable“ = „gefährdet“ bewertet.[7]

## Nutzung
Einige Arten werden als Zierpflanzen verwendet. Die Anzucht aus Samen ist leicht und schon ab der dritten Saison kann man Blüten erwarten.